# تفاعل شاربلس لإضافة الأمين الأكسجينية
شاربلس اوكسي امينيشن هو تفاعل كيميائي للألكان مع جزيئات الألكيل إيميدو أوزميوم لتكون تجاور الكحولي-اميني.  مراجعة مفصلة تمت من قبل McLeod et al. في 2002.
التجاور الكحولي-الأميني مهم في المكوَّنات العضوية وفي الفرماكوفور  لاكتشاف الأدوية.